# Alonso de Silva de la Cerda y Guzmán
Alonso de Silva de la Cerda y Guzmán   (Madrid, 29 d'agost de 1617 - Madrid, 25 d'abril de 1682) va ser un noble castellà, sisè comte de Galve.
Va néixer a Madrid el 29 d'agost de 1617 i batejat el 6 de setembre a la parròquia de Santa Maria de Madrid, amb l'assistència del beat Simón de Rojas. Va ser el fill segon dels prínceps de Melito i tercers ducs de Pastrana, Ruy Gómez de Silva, natural de València, i Leonor de Guzmán, de Sanlúcar de Barrameda. Va heretar el comtat de Galve, esdevenint-ne el sisè comte, d'acord amb una clàusula del majorat que afavoria el secundogènits. Segons Salazar, malgrat viure a la cort i ser present en el seu bullici, sempre va viure ocupat en exercicis virtuosos i portant una vida tranquil·la i costums suaus, semblant a la d'un religiós.
Va exercir alguns càrrecs a la cort reial, el 1632 era servidor bracer de la reina Isabel de Borbó. Va assistir, com a noble titulat i cenyint-se una espasa per a l'ocasió, a la jura del príncep d'Astúries, Baltasar Carles a San Jerónimo el Real, seient a la banda de l'evangeli. Es va casar el 1634 amb Mariana de Álava, tercera comtessa de Triviana, filla del duc de Ciudad Real, Alonso Idiáquez, i de la segona comtessa de Triviana, Ana María de Álava, un matrimoni les capitulacions del qual va acordar la seva mare, Leonor de Guzmán, el 9 de novembre del mateix any. Posteriorment, va servir com a majordom del rei Carles II, i fins a 1678, quan ja era el més antic dels seus majordoms, i el monarca va decidir nomenar-lo majordom major de la reina mare, Maria Anna d'Àustria, però Silva va refusar el càrrec perquè creia que afectaria les seves obres pietoses.
Vidu des de la mort de la comtessa l'1 de desembre de 1670, no es va tornar a casar i no va tenir descendència, sinó que va viure seguint el model de moderació que havia seguit sempre. Va morir el 25 d'abril de 1682 a Madrid i va ser enterrat a la capella major de l'església de Pastrana. Com no va tenir fills, el va succeir en el títol el seu germà, Diego de Silva, que mort també sense fills, va fer que el comtat de Galve passés al nebot d'ambdós, Gaspar, fill segon dels quarts ducs de Pastrana.